# Waitohi (rivière)
La rivière Waitohi  (en anglais : Waitohi River) est un cours d’eau du Nord de la région de  Canterbury dans l’Île du Sud de la Nouvelle-Zélande.

## Géographie
Elle s’écoule initialement vers le nord-est à partir de son origine dans la chaîne de Puketeraki Range située à 25 km au Sud du lac  Sumner avant de tourner vers l’est pour atteindre la rivière Hurunui au niveau du District de Hurunui.